# Siobhan Marshall
Siobhan Marshall é uma atriz neozelandesa, conhecida por estar no elenco de séries como Amazing Extraordinary Friends, Outrageous Fortune e The Almighty Johnsons.

## Ligações Externas
- Siobhan Marshall. no IMDb.
- Siobhan Marshall no X